# Ciclocomputer
Ciclocomputerul este un dispozitiv electronic pentru biciclete care calculează și afișează informații, cum ar fi viteza instantanee, medie, distanța parcursă și viteza maximă. Există două tipuri, în funcție de modul în care interfața electronică este conectată la senzorul situat în apropierea roții: cu sau fără fir. De obicei are mai multe funcții: viteza orară, viteza medie, kilometraj etc.